# Kanton Uri
Uri er en kanton i Schweiz beliggende i landets sydlige del omkring floden Reuss. Hovedstaden er Altdorf. Kantonen er beliggende i Alperne, hvor turisme og landbrug er vigtige indtægtskilder.
Uri var en af de oprindelige tre kantoner, der i 1291 dannede Edsforbundet.
- Wikimedia Commons har flere filer relateret til Uri

46°47′N 8°37′Ø / 46.78°N 8.62°Ø